# 違例 (籃球)
篮球中的违例（英語：violation）是一场比赛中最轻微的违反规则的行为，由于其程度较轻，并不足以对比赛造成不良影响抑或违反体育竞赛精神，故其并非包括技术犯规，违反体育道德的犯规在内的任一严重违反规则之行为，因此，所有队员在不触发犯规的前提下，可无限次违例而不被罚下。并且，大多数违例都是在持球队伍中产生，因为相对于未有持球的球队，前者能触发的违例要比后者的违例多，例如带球走、运球违例等。

## 罚则
除篮球竞赛规则中另有规定，当一支球队违例时，其球权丧失并转交另一球队，由该球队在距离违例地点最近的场地边线外掷球入界，惟其地点正好在篮板后的除外。

### 掷球入界
当一支球队得获掷球入界之机会时，该球队需指定一球员，在裁判指定的位置将球由界外传入当前比赛场地。该名球员不应使用超过5秒钟的时间掷球入界、持球进入比赛场地、离手后使球触及界外、在球触及任一其余队员前触及球、直接使球进入球篮抑或在其被规定的掷球入界地点左右移动逾1米。该球队其他球员不应在执行掷球入界时使身体任一部位超过场地界线或当掷球入界地点距离附近的障碍物及界线少于2米时，靠近掷球入界队员1米以上。

### 干涉得分与干扰得分
如果一名进攻队员发生干涉得分与干扰得分违例， 当时的得分不被计算。并将球交由对方一名队员在罚球线的延长线与边线的交点上执行一次掷球入界。
如果一名防守队员发生上述违例，罚则分为四种情况：
1. 如果发生在球在一次罚球中离开手后，计进攻队得1分；
2. 如果发生在球在2分投篮区域离开手后，计进攻队得2分；
3. 如果发生在球在3分投篮区域离开手后，计进攻队得3分；
4. 如果发生在仅有一次或多次中的最后一次的罚球离开手后，计进攻队得1分，并在随后执行防守队员一次技术犯规的罚则。

并且，此处计入的得分就如同球正常合法地进入球篮后计入的得分一样。

## 行为
由于篮球竞赛赛场的多样性与多变性，违例可以经由一名队员在包括但不限于运球、持球方面的多个行为触发。一经触发，比赛将会立即被停止以便裁判员处理违例行为。

### 持球违例

#### 球回后场
如果双脚触及前场地面的某一队队员正接球、持球或运球，抑或球在位于前场的某一队队员之间相互传递，该球队构成在前场控制活球。当在前场控制活球的球队使球非法地回到他的后场，即该队的一名队员在他的前场最后触球，随后球被该队一名身体部分或全部位于后场的球员触及，或在球已触及该队后场之后再次持球。这适用于在某队前场的所有情况，包括掷球入界。然而，它不适用于队员从他的前场跳起，仍在空中时建立新的球队控制球，然后和球一起落在该队的后场内。

#### 运球违例
当在场上已获得控制活球的一名队员掷球、拍球、运球，使球在地面上滚动或故意掷向篮板并在球触及另一队员之前再次触及球是一次运球的开始。当该队员双手同时触及球或使球在一手或双手中得以停留时是一次运球的结束。其中，在一次运球的时候球可被掷向空中，只要掷球的队员用手再次触及球之前球触及地面或另一队员，并且当球不与队员的手接触时，队员可行进的步数不受限制，另外，队员偶然失去对球的控制并随后在场上恢复控制球的动作被认为是漏接球。 
队员第一次运球结束后不得进行第二次运球，除非在两次运球之间由于投篮、被对方队员触及球、传球或漏接，这名队员失去了对球的控制时，该队员允许进行第二次运球。值得注意的是，连续的投篮、在一次运球的开始或结束时漏接球、在其他队员控制球时以拍击的方式来尝试获得对球的控制、拦截其他队员的传球并获得对球的控制、在不发生带球走违例的前提下，将球在两手之间抛接或在球触及地面前使球在一手或双手中停留不被视作一次完整的运球。

#### 带球走步
如果该队员的一脚或双脚超过下述限制，向任意方向作出移动，即为非法移动，普遍称之带球走或走步。
在场上正持着一个活球的队员在确保其中枢脚不离开与地面的接触点的情况下，可以用同一脚向任一方向踏出一次或多次。
对该名队员中枢脚的确立及限制： 
- 当该队员接到球，双脚站在地面上时，一脚抬起的瞬间，另一脚成为中枢脚。该名队员开始运球时，在球离开手之前，已确立中枢脚不得抬起。在传球或投篮时，该队员可跳起中枢脚，但在球出手之前，任一脚不得落回地面。
- 当该队员在行进间或完成运球的同时接到球时，他可以走两步停下来，然后传球或者投篮，惟需遵守以下条款的限制：
  1. 如果是接到传球，在他第二步前，须球出手并开始运球。
  2. 该队员在第一步停下来时双脚落地包括同时触到地面时，他可以选择抬起任一脚，使得另一脚作为其中枢脚。但如果他选择跳起双脚，在球离开手前任一脚不得落回地面。
  3. 该队员仅仅一只脚落地时，他当且仅当将这只脚作为中枢脚。
  4. 该队员在第一步时单脚起跳时，他可以双脚同时落回地面作为第二步。但是在这种情况下，任一脚都不可以作为其中枢脚。所以，如果该队员之后选择抬起一脚或跳起双脚离开地面使得球离开手，在球离开手前任一脚不得落回地面。
  5. 该队员双脚离地并同时落回地面，一脚抬起的瞬间，另一脚成为其中枢脚。
  6. 该队员在结束运球或获得球的控制后，不可以用同一只脚或双脚连续接触地面。

并且，当一名队员跌倒、躺或坐在地面上时，该队员可以持续性持球跌倒和在地面上滑动，或躺，坐在地面上以维持对球的控制，但不可持球滚动或试图站立。

### 超时违例

#### 3秒违例
当一支队伍在前场控制活球并且比赛计时钟正在运行时，该队的任一队员不得停留在对方队伍的后场限制区内持续3秒钟以上。
但是，当该名可能已违反上述限制的队员正试图离开限制区时、或在限制区内，当这名队员或他的同队队员正在做投篮动作，并且球正离开或恰好已经离开投篮队员的手时、或这名队员在限制区内停留已接近3秒钟时作出试图运球投篮的动作时，该队员的行为应得获默许，不作违例处理。
并且，为证明某一队员自身确实位于限制区外，该队员必须将双脚同时置于限制区外的地面上或触及地面。
需要注意的是，由於防守3秒违例屬防守者的消極比賽行為，故會被記一次隊伍技術犯規，與其他違例情況不同。

#### 5秒违例
当一名队员在场上正持球并已获得对球的控制时，对方队员正处于一个积极并且合法的防守位置，且距离被防守队员不超过1米时，被防守队员称为被严密防守。而一名被严密防守的队员必须在5秒钟内完成传、投或运球动作，否则即属5秒违例。
并且，当一名球员正执行一次掷球入界或是一次罰球，且裁判员已将球通过包括但不限于拍、掷、滚的动作交给该队员或置于其可处理后，是球员必须在5秒钟之内使球离开手完成掷球入界，否则亦属5秒违例。

#### 8秒违例
每当某一球隊的一名队员在后场獲得對一個活球的控制时，或在一次擲球入界過程中，球触及某一球隊后场的任一队员或者被某一球隊后场的任一隊員合法地触及，並且執行擲球入界球員的隊伍在經過上述過程後，在其後場擁有球權，即該隊有一名球員在其後場合法地控制著球，是球隊必须在前述過程之後的不超過8秒鍾份時間內使得球進入其前場，否則即屬8秒違例。
一支球隊完成如下五种情况之一時，可稱該球隊業已使球進入其前場：
1. 球没有被場上任一队员控制，而其触及該球隊前场时；
2. 球触及該隊一名双脚完全与前场地面相接触的該隊进攻队员或被前述球員合法地触及时；
3. 球触及一名部分或全部身體在其後場的對方防守隊員或被前述球員合法地触及时；
4. 球触及一名部分或全部身體在其前場的競賽裁判員或被前述裁判員合法地觸及时；
5. 該隊持球队员，在由其後場至其前场的運球过程當中，球以及运动员的双脚全部都完全与前场地面相接触时。

当一支球队在先前已获得对球的控制的情况下，因为以下五种情况之一导致该球队需从其后场执行掷球入界时，8秒钟不应复位，而应从剩余时间处连续不断地开始计算：
1. 球出界；
2. 一名该队同队队员受伤；
3. 一次跳球情况发生；
4. 一次双方犯规；
5. 双方球队的罚则相等并抵消。

#### 24秒违例
每当某一球队的一名队员在场上控制着一个活球时抑或在一次掷球入界过程内，球触及任何一名场上队员或者被前述球员合法地触及，并且执行掷球入界的队员所在之球队依旧得到对球的控制时，该队的任意一名球员必须在上述情况发生后的24秒钟之内尝试进行一次完整的投篮动作。即前述球员必须在24秒计时钟的超时信号发出之前使得球完全离开手，而且在离开手之后球必须合法地触及篮圈或是进入球篮。
如果在临近24秒计时钟发出超时信号前该队员尝试进行了一次完整的投篮动作，并且球仍然在空中飞行时24秒计时钟超时信号得获发出，是次行为可分为两种情况处理：
1. 如果球之后合法地进入球篮，是次行为不被认为是违例，上述信号应该被忽略并且算做投篮队员合法中篮，得分。
2. 如果球之后仅仅触及篮圈却未进入球篮，是次行为亦不被认为是违例，上述信号应该被忽略，并且比赛应当按照当时发展状态继续。
3. 如果球未碰篮圈，是次行为是一次违例行为。但如果对方队员即时和清楚地获得了控制球，信号应被忽略并且比赛应继续。

### 其他违例

#### 干涉得分与干扰得分

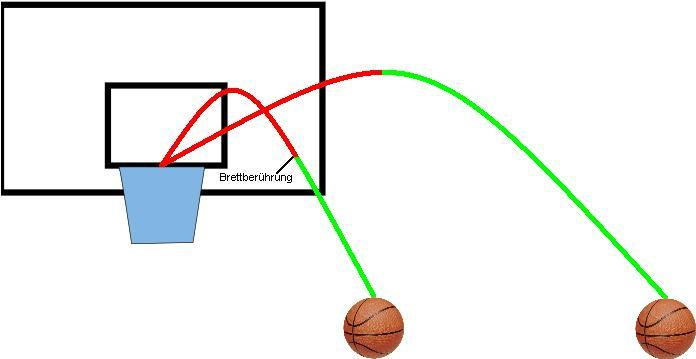
球員不能觸及未觸碰籃圈前的在紅色線上飛行的球，否則即觸發干涉得分

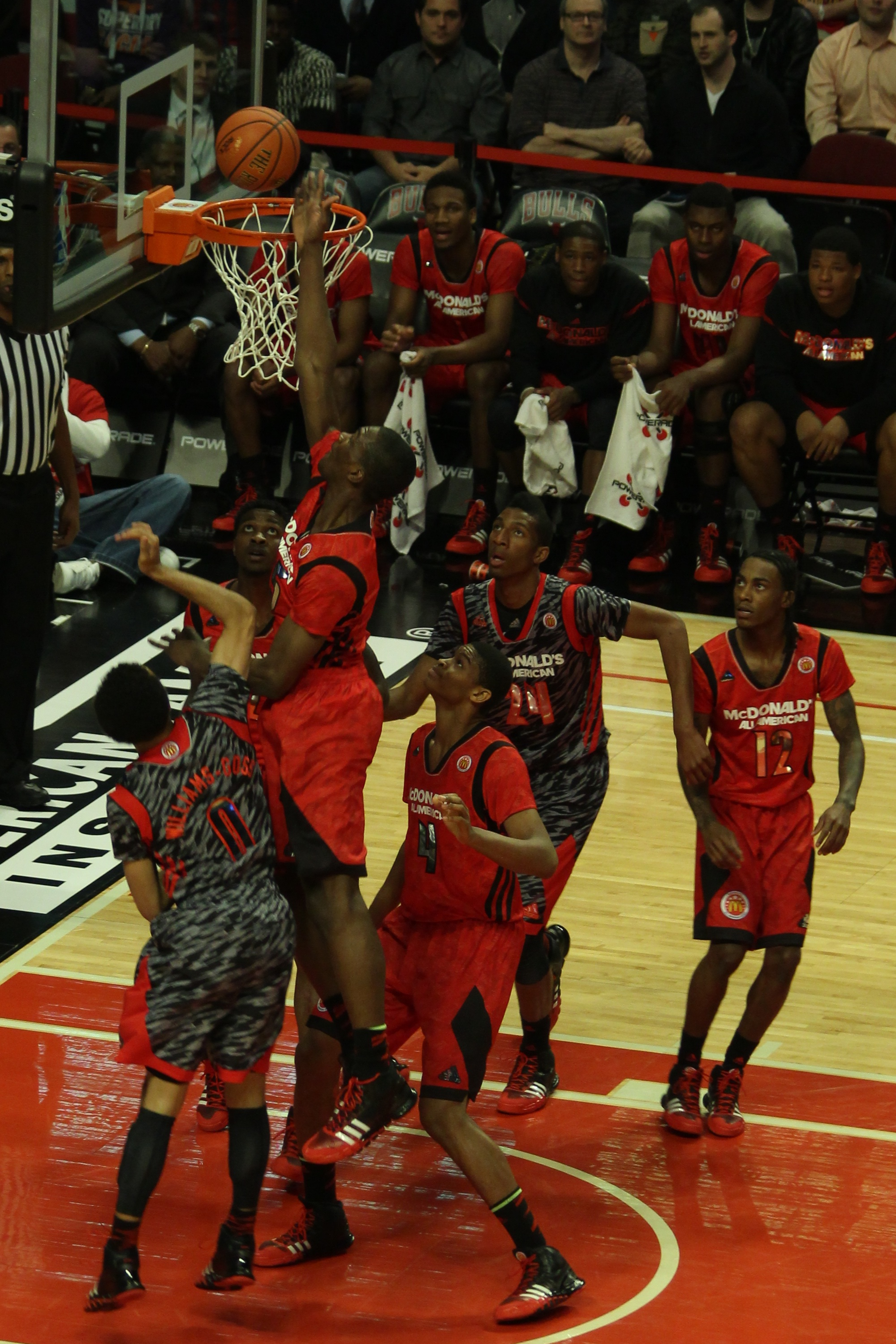
诺阿·冯莱的一次干涉得分违例

在一次投篮中，一名队员触及一个完全在篮圈水平面之上的球，并且球正在下落飞向球篮中或球已经碰击触及篮板，或是在一次罚球中，一名队员触及正在飞向球篮的还未碰击触及篮圈的球。上述两种情况将被认为是一次干涉得分。但当球已经不会再有进入球篮的可能性或球已经碰击触及篮圈之后的上述情况应被忽略。
一场正在进行的竞赛的如下六种情况被认为是一次干扰得分：
1. 在一次投篮、仅有的一次罚球或多次中的最后一次罚球之后，恰好在球临近或已经与篮圈接触时，一名队员触及前述篮圈所在球篮或是篮板；
2. 在一次罚球但并非仅有的一次或多次中的最后一次之后，球仍然具有进入球篮的可能性时，一名队员触及球、可能进入的球篮或其所在篮板；
3. 一名队员经由球篮下方伸展其手臂以穿过球篮并在此之后用手触及球；
4. 当球恰好正在球篮中，一名防守队员触及球或者球篮以阻止球篮中的球穿过球篮；
5. 当场上裁判员判定一名队员故意使得球篮颤动或者抓住球篮的动作已经妨碍到球合法地进入球篮，或者使得其他队员不能使球合法地进入球篮；
6. 一名队员一手抓篮圈一手打球。

并且，当球恰好在正试图进行一次投篮的队员手中或者一次投篮的飞行过程中，裁判员鸣哨时，或一次完整的投篮还未完成，但结束一节的比赛计时钟超时信号响起时。只要该球依旧拥有合法地进入球篮以得分的可能性时，所有人不应触及球，并且上述规定同样适用。

## NBA與FIBA規定之不同
1. 一支球队的一名球员已被认定正执行投篮动作并使球离开手后，如果该球在之后触及篮筐并弹起，仍未离开篮筐上方的圆柱体时，NBA比赛中的任一球员不得触及该球，否则即触发一次干扰球违例。如若是投篮球员的球队的一名球员触及，即使球进入篮筐，亦不被认为是一次得分，并将由另一支球队执行一次掷球入界。而在FIBA比赛中，无论球是否进入篮筐，都被认为是一次中篮得分，并由投篮球队继续获得球权，执行一次掷球入界。而应用FIBA竞赛规则的比赛以上两类情况都被认为是合法的，不触发任何违例。[9]
2. 一支球队在其后场执行掷球入界且仍未进入前场，对方球队的球员使球离开比赛界限，而此时8秒计时钟业已过去5秒时，两类比赛都会将球交还控球队伍执行一次掷球入界，惟在NBA比赛中8秒计时钟不复位，即控球队需要在3秒内使球进入前场，否则即属8秒违例。而FIBA比赛中，8秒计时钟将复位重新计算。[9]
3. 一支球队的一位已被认定正执行投篮动作的球员使球离开手后，24秒计时钟发出超时信号，在NBA比赛中是情况不被认为是一次违例，比赛不会被暂停，而在FIBA比赛中，比赛将因其触发24秒违例而被暂停，并将球交给另一支球队执行掷球入界。
4. 一支球隊的任意一名球員在執行一次罰球，並且球員已獲得對球的完全控制時，如果是在NBA比賽中，是球員可以在其後的10秒鐘時間內使球離開手，而在應用FIBA規則的比賽中，是球員僅獲得5秒鐘時間執行前述動作。
5. 一支球队的球员在其后场篮筐下的红色区域[註 1]进行区域防守时，NBA规则规定是球队不可执行在红色区域执行区域防守逾3秒，否则即属违例，然而FIBA规则内并无该项，即执行FIBA规则的比赛，球队可以在不触发其余违例或是犯规的情况下无限时地防守。[10][11]